# Indiana Jones and the Last Crusade

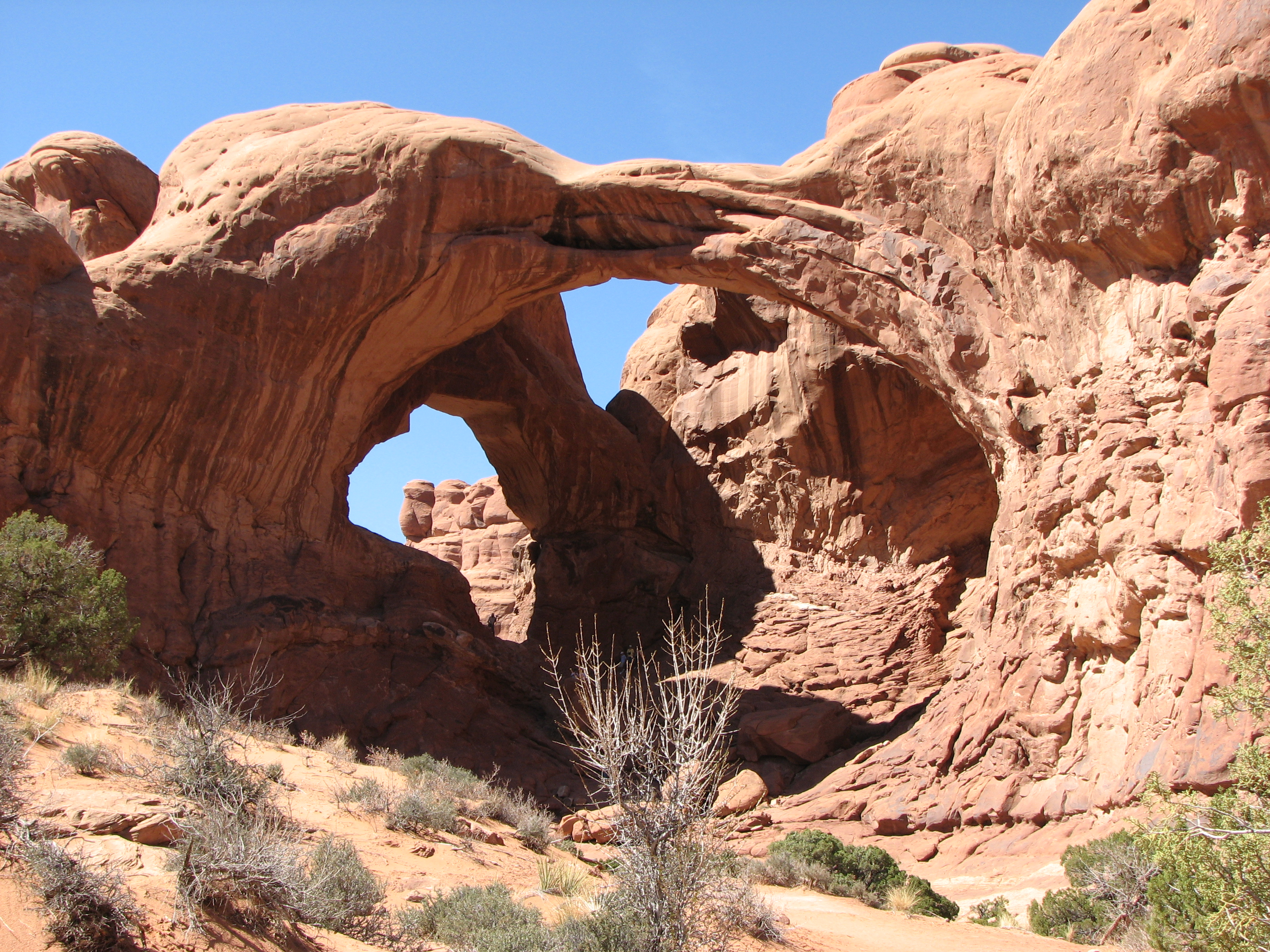
Double Arch in het Arches National Park in de Amerikaanse staat Utah.

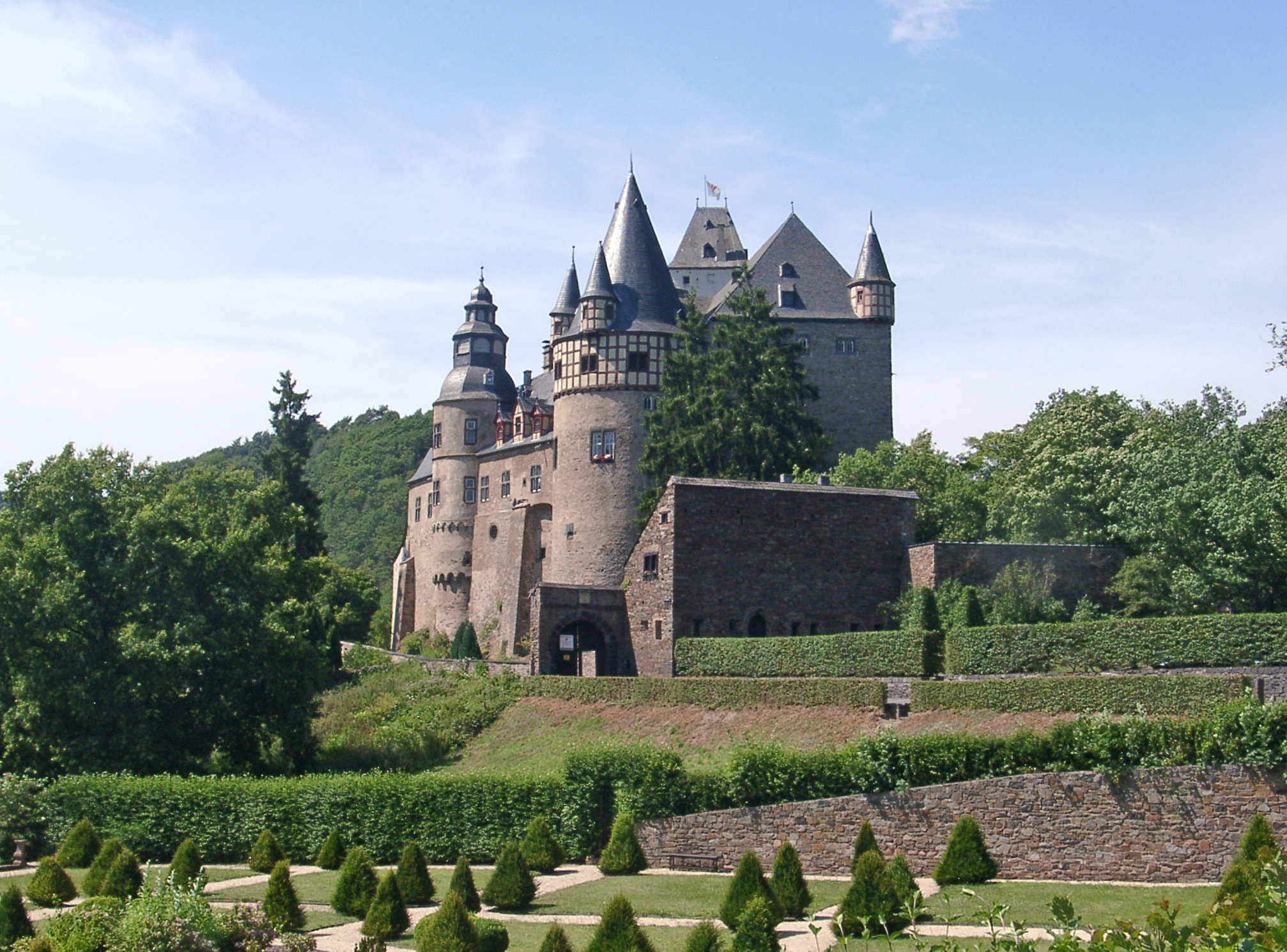
Het Slot Bürresheim, noordwesten van de Duitse plaats Mayen in Rijnland-Palts, stelt het fictieve "Slot Brunwald" aan de Duits-Oostenrijkse grens voor.

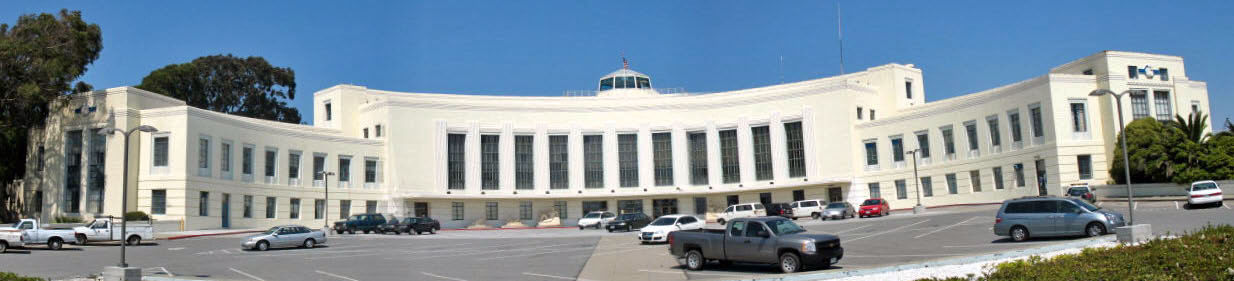
Administration Building op Treasure Island, in San Francisco, Californië, stelt de fictieve "Luchthaven van Berlijn".

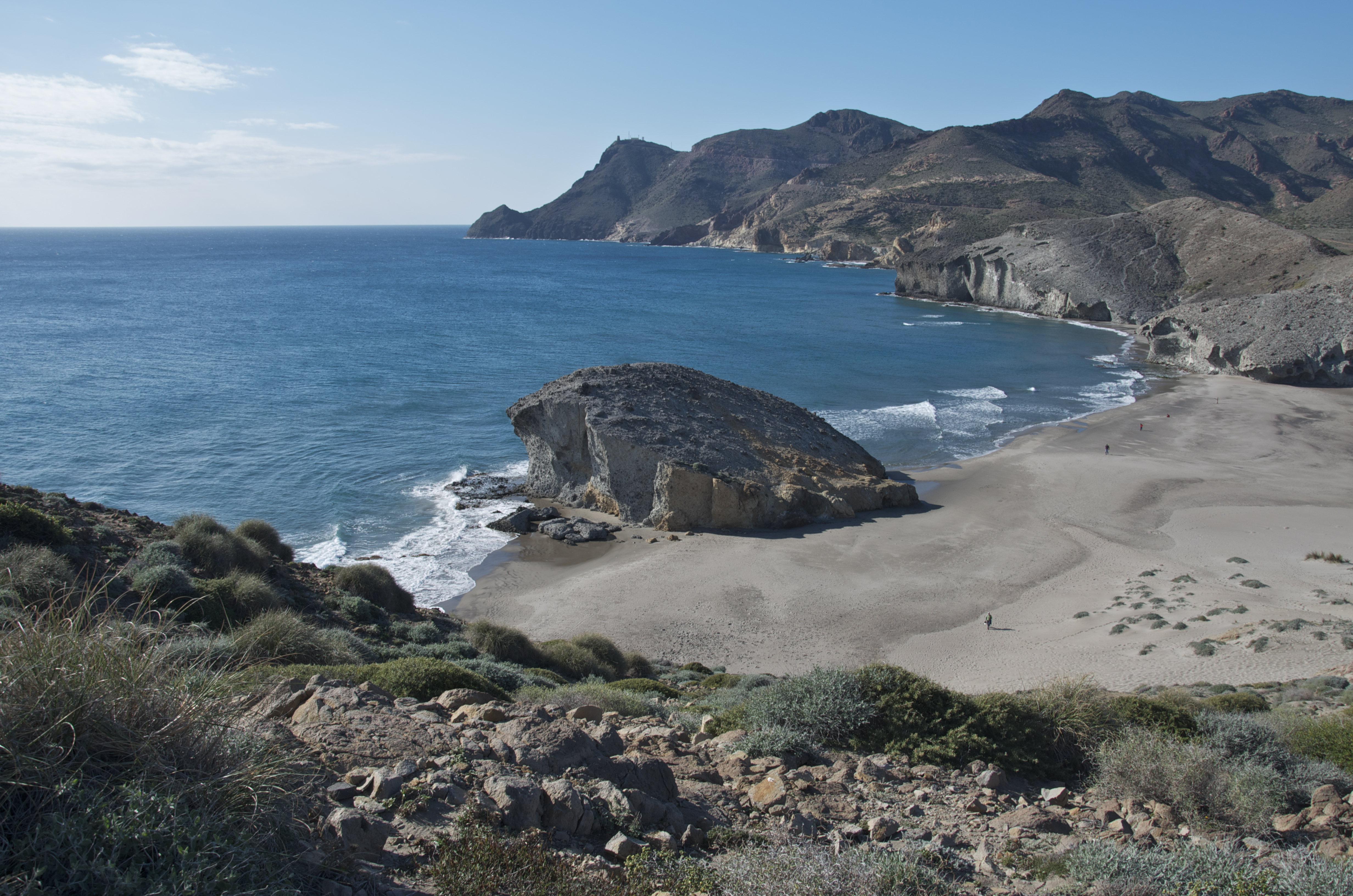
Het strand Mónsul in Cabo de Gata in de Spaanse provincie Almería.

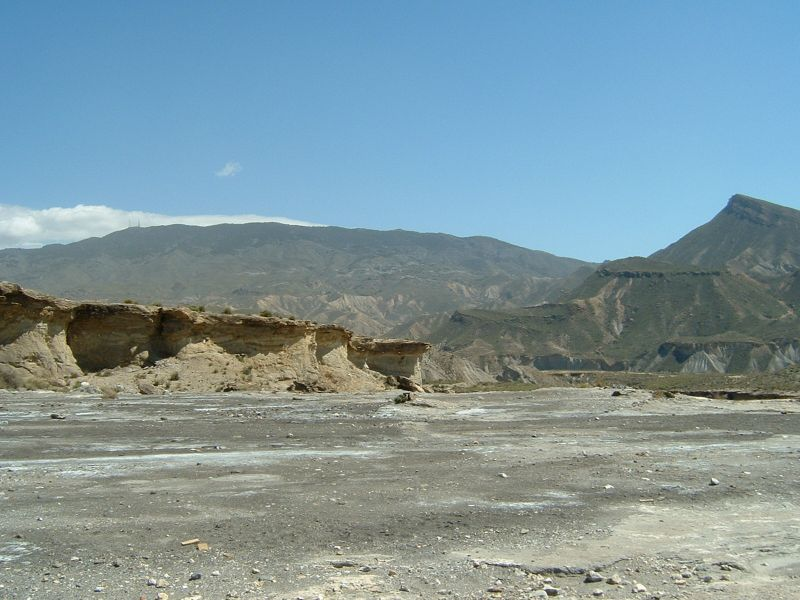
De Tabernaswoestijn in de Spaanse provincie Almería.

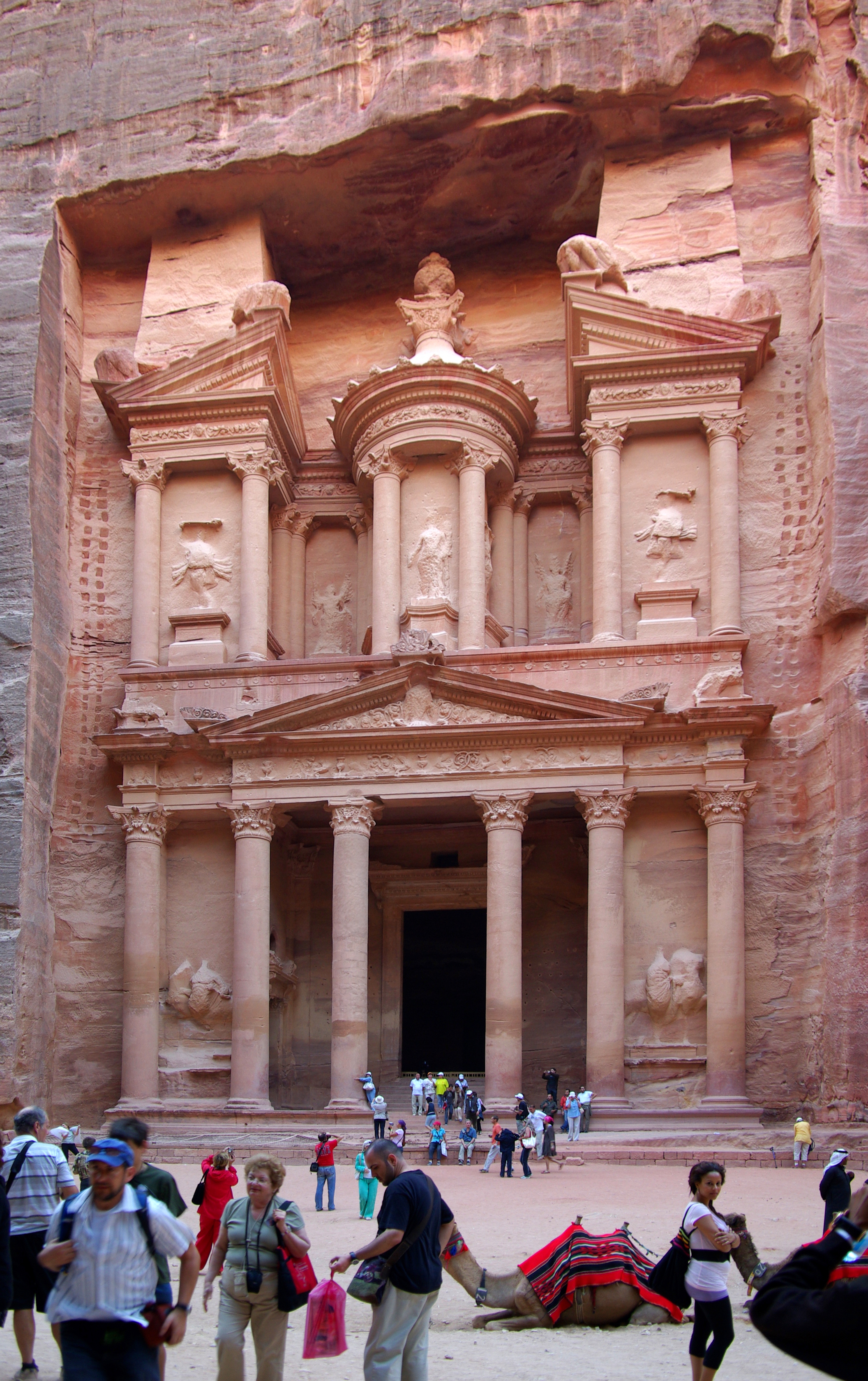
De Khazneh (Schatkamer) in de historische Jordaanse spookstad Petra.

Indiana Jones and the Last Crusade is een Amerikaanse avonturenfilm uit 1989. Het is het derde deel uit de Indiana Jonesreeks. Ook deze film werd weer geregisseerd door Steven Spielberg en gedeeltelijk geschreven door George Lucas. De hoofdrol werd opnieuw vertolkt door Harrison Ford. De rol van de vader van Indiana werd vertolkt door Sean Connery.

## Verhaal
De film begint met een proloog in 1912. De 13 jaar oude Indy probeert het Kruis van Coronado – een relikwie dat ooit toebehoorde aan Francisco Vásquez de Coronado – uit handen te houden van grafrovers. Hij faalt echter. In 1938 onderneemt hij als volwassene een tweede poging, en ditmaal met succes. Hij schenkt het kruis aan Marcus Brody's museum.
Kort na dit avontuur ontmoet Indiana de rijke Walter Donovan, die hem vertelt dat Indy’s vader, Dr. Henry Jones, is verdwenen tijdens zijn zoektocht naar de laatste aanwijzingen omtrent de Heilige Graal. Indy ontvangt tevens een speciaal pakketje, dat zijn vaders dagboek blijkt te bevatten. Hierin heeft hij al zijn aanwijzingen over de verblijfplaats van de graal opgeschreven. Daar de zoektocht naar de graal zijn vaders levenswerk was, realiseert Indy zich dat zijn vader in de problemen zit, anders zou hij zijn dagboek niet naar zijn zoon hebben gestuurd. Samen met Marcus Brody en de mysterieuze Dr. Elsa Schneider, die lange tijd voor Indy’s vader heeft gewerkt, gaat Indy naar hem op zoek.
De zoektocht begint in de catacomben onder de bibliotheek in Venetië, waar Henry Jones voor het laatst is gezien. Marcus besluit echter bij de ingang van de catacomben te wachten tot Indy en Elsa de tombe van Sir Richard, een van de ridders van de eerste kruistocht, hebben gevonden en terugkomen. Indy en Elsa vinden daar inderdaad de tombe van Sir Richard, maar Marcus wordt bewusteloos geslagen door een van de mannen van de Brotherhood of the Cruciform Sword, een geheime religieuze organisatie die de graal beschermt. Indy en Elsa worden in een hinderlaag gelokt door de Brotherhood. Ze steken de catacomben in brand, maar Indy en Elsa overleven de brand door zich te verschuilen in de tombe. Daarna wagen ze een ontsnapping per motorboot, waarbij ze alle leden van de Brotherhood van zich afschudden.
Indy ontdekt uiteindelijk dat zijn vader gevangen wordt gehouden door de nazi’s in een kasteel op de grens met Oostenrijk. Wanneer hij en Elsa hier binnendringen, steelt Walter Donovan het dagboek. Elsa gaat met hem mee en laat Indy opsluiten bij Henry.
Indiana en Henry weten te ontsnappen, en reizen af naar Berlijn om het gestolen dagboek terug te halen. In het dagboek staat immers hoe men de drie valstrikken, die de weg naar de Graal versperren, kan omzeilen. Ze slagen in hun opdracht, maar worden door de nazi’s ontdekt. Er volgt een wilde achtervolging per zeppelin, vliegtuig en auto. Tijdens de vlucht bevrijden ze ook Marcus, aan wie Indiana de kaart had gegeven met daarop de locatie van de tempel met de graal.
Vader en zoon Jones, Marcus en hun gids Sallah reizen af naar de Canyon of the Crescent Moon, waar de tempel met de Graal zich bevindt. De nazi’s wachten hen echter op. Donovan, die zelf een van die nazi's is, schiet Henry neer, zodat Indiana gedwongen is de graal te gaan halen om het leven van zijn vader te redden. Met de aanwijzingen uit het boek omzeilt Indiana alle hindernissen, en belandt in een kamer vol bekers. Hier bevindt zich ook een ridder van de eerste kruistocht, die na al die eeuwen nog in leven is dankzij de graal. Indiana moet zelf de goede graal zien te vinden tussen de vele nepgralen in de kamer. Donovan en Elsa arriveren ook in de kamer. Donovan pakt op advies van Elsa een gouden, met juwelen bedekte beker, en drinkt ervan. Dit is echter een nepgraal, die het leven aan lichamen onttrekt in plaats van het te schenken. Doordat Donovan uit deze foute beker drinkt wordt zijn lichaam razendsnel ouder, het vergaat binnen luttele momenten tot stof.
Indiana kiest wel de echte graal, een eenvoudige beker met een gouden binnenkant. Hij drinkt er zelf uit als test, waarna de ridder bevestigt dat het inderdaad de juiste graal is. Hij waarschuwt Indy tevens dat de graal niet over het zegel bij de uitgang van de tempel heen mag gaan. Indy neemt de beker mee de kamer uit om zijn vader te redden. Hij giet wijwater uit de graal over diens wonde, zodat de schotwond geneest. Elsa probeert met de graal te vluchten, daarbij loopt ze met de graal over de zegel in de tempel. De grond zakt weg onder haar voeten en ze valt in een kloof. Indy probeert Elsa en de graal nog te pakken, maar Indy laat Elsa vallen. Henry adviseert zijn zoon om de graal te laten voor wat die is. Samen vluchten ze de tempel uit.
Terwijl Henry, Indiana, Marcus en Sallah de ondergaande zon tegemoet rijden, onthult Henry dat Indy’s echte naam Henry Jones Jr. is. Ook vertelt hij dat 'Indiana' de naam van hun hond van vroeger was, tot groot plezier van Sallah.

## Rolverdeling
| Acteur           | Personage                            |
| ---------------- | ------------------------------------ |
| Harrison Ford    | Dr. Henry Walton "Indiana" Jones jr. |
| Sean Connery     | Dr. Henry Walton Jones sr.           |
| Denholm Elliott  | Dr. Marcus Brody                     |
| Alison Doody     | Dr. Elsa Schneider                   |
| John Rhys-Davies | Sallah Mohammed Faisel el-Kahir      |
| Julian Glover    | Walter Donovan                       |
| River Phoenix    | Jonge Indy                           |
| Michael Byrne    | SS-kolonel Ernst Vogel               |
| Kevork Malikyan  | Kazim                                |
| Robert Eddison   | Heilige Graal ridder                 |
| Richard Young    | Fedora                               |
| Alexei Sayle     | Sultan van Republiek Hatay           |
| Alex Hyde-White  | jonge Henry                          |
| Isla Blair       | Mrs. Donovan                         |
| Michael Sheard   | Adolf Hitler (onvermeld)             |
| Ronald Lacey     | Heinrich Himmler (onvermeld)         |

## Achtergrond

### Ontwikkeling
Na de uitkomst van Indiana Jones and the Temple of Doom besloot Steven Spielberg de trilogie af te maken. Dit zowel om zijn belofte aan George Lucas na te komen, als om “zijn excuses aan te bieden” voor de tweede film. Om The Last Crusade te kunnen maken sloeg hij het aanbod om de films Rain Man en Big te regisseren af.
Voor de film werd aanvankelijk weer het plan van Sun Wukong en een spookkasteel uit de kast gehaald. Dit waren ook al de oorspronkelijke plannen voor The Temple of Doom. Chris Columbus verwerkte dit idee tot een script getiteld Indiana Jones and the Monkey King. Lucas kwam echter met de suggestie voor de Heilige Graal. Spielberg had dit idee eerder verworpen daar hij het te sterk overeen vond komen met Monty Python and the Holy Grail. Toen kwam hij zelf met het idee om Indy’s vader te introduceren en van het verhaal een vader-zoon-verhaal te maken, een thema dat vaker wordt gebruikt door Spielberg. Hij accepteerde het idee van de zoektocht naar de Heilige Graal, en verwierp het script van Chris Columbus.
Lucas kwam met het idee voor de proloog met een jonge Indy.

### Opnamen
De opnamen gingen van start op 16 mei 1988 met een budget van 36 miljoen dollar. Opnamen vonden onder andere plaats in Venetië, Almería, Jordanië, Oostenrijk, Duitsland, Colorado, New Mexico, Utah en Texas. De eerste opnamen vonden plaats in Spanje, waar de achtervolging met de tanks werd opgenomen. Tijdens de opnamen werkte Spielberg het oorspronkelijke plan van de scène verder uit, en maakte hem een stuk uitgebreider dan aanvankelijk de bedoeling was.
Na drie weken filmen in Spanje gingen de opnamen verder in de Elstree Studios gedurende 10 weken. Hier werden de vele binnenscènes opgenomen. De opnamen in Venetië begonnen op 7 augustus 1988.
De openingsscène met River Phoenix werd drie weken nadat het voornaamste werk klaar was opgenomen.

### Filmmuziek
De muziek van Indiana Jones and the Last Crusade werd gecomponeerd door John Williams.

### Reacties
De film ging in première in 2327 bioscopen in Noord-Amerika. Wereldwijd bracht de film $474 miljoen op. Daarmee was de film de op een na meest succesvolle film van 1989 (alleen Batman scoorde beter). De film werd ook goed ontvangen door critici.

### Boekadaptatie
- Rob MacGregor - Indiana Jones and the Last Crusade (1989)

## Prijzen en nominaties
Net als de vorige film werd “Indiana Jones and the Last Crusade” genomineerd voor 22 prijzen, waarvan hij er 5 won.
1990
- Drie Academy Awards:
  - Beste effecten – gewonnen
  - Beste muziek
  - Beste geluid
- De Award of the Japanese Academy voor beste buitenlandse film
- Drie BAFTA Awards
  - Beste mannelijke bijrol (Sean Connery)
  - Beste geluid
  - Beste special effects
- De BMI Film Music Award – gewonnen
- De Golden Globe voor beste acteur in een bijrol (Sean Connery)
- De Golden Screen – gewonnen
- De Grammy Award voor “Best Album of Original Instrumental Background Score Written for a Motion Picture or Television”
- De Hugo Award voor Best Dramatic Presentation – gewonnen

1991
- Vier Saturn Awards:
  - Beste acteur (Harrison Ford)
  - Beste kostuums
  - Beste fantasiefilm
  - Beste script

2003
- De DVDX Award voor Best Overall DVD, Classic Movie.

2004
- De Saturn Award voor beste DVD-collectie – gewonnen
- Drie Golden Satellite Awards:
  - Best Classic DVD Release
  - Best DVD Extras
  - Best Overall DVD